# Coendou pruinosus
Coendou pruinosus är en gnagare i familjen trädpiggsvin som förekommer i norra Sydamerika. Den listas av IUCN som livskraftig (LC).

## Utseende
Arten blir 32,5 till 38 cm lång (huvud och bål) och har en 16 till 23,5 cm lång svans. Bakfötterna är cirka 6 cm långa. Ovansidan är täckt av hår och taggar. Håren har främst en mörkbrun till svartaktig färg förutom spetsen som är ljusgrå till silverfärgad. Av taggar förekommer tre varianter. Den första är 3 till 4 cm långa med en ljus basis och mitt som är elfenbensfärgad till ljusgul samt en liten mörkbrun spets. Den andra och lika långa varianten hittas bara på huvudet. Den är ljus vid roten och spetsen samt mörk i mitten. Dessutom finns en tredje och långsmal variant som är 8 till 10 cm lång och likaså trefärgad. Denna variant saknas på stjärten och på huvudet. Svansens främre del är täckt av korta taggar (den första varianten) och päls. Andra taggar men ljusa spetsar bildar ett ljust band något framför svansens mitt. Sedan följer svarta borstlika hår och svansen spets är naken. Coendou pruinosus har även borstlika hår på ovansidan av händer och fötter.

## Utbredning och ekologi
Detta trädpiggsvin förekommer i låglandet och i bergstrakter i Colombia och Venezuela. I bergstrakter når arten 2600 meter över havet. Coendou pruinosus lever i regnskogar och i molnskogar.
Ett exemplar åt troligen bark innan det fångades. I magsäcken hittades inga rester av insekter eller frön.